# Symbole (bimédia)
Pour les articles homonymes, voir Symbole (homonymie).
 (avril 2017).
Si vous disposez d'ouvrages ou d'articles de référence ou si vous connaissez des sites web de qualité traitant du thème abordé ici, merci de compléter l'article en donnant les références utiles à sa vérifiabilité et en les liant à la section « Notes et références ».
Symbole est une revue internet française fondée en octobre 2006 par Jean-Marie Beaume avec le concours d’une équipe d’écrivains, journalistes et chercheurs. Elle s’est arrêtée après 18 livraisons en décembre 2008 en comptant à son actif plus de deux cents textes. Elle demeure néanmoins accessible aux internautes.
Son objectif est d'« afficher et transmettre l'actualité des symboles », et, plus largement, de « promouvoir l'étude des traditions des différents peuples du monde et de leurs expressions actuelles, notamment par l'expression symbolique sous toutes ses formes ».
Parrainé par l’écrivain Frédérick Tristan, Symbole s’est employé  à rééditer des textes fondamentaux, épuisés ou introuvables, à rendre compte des manifestations, activités ou livres actuels qui « honorent la démarche symbolique » et à proposer aux lecteurs des témoignages, des dossiers et des portraits des représentants de la Tradition. Une attention particulière est portée à l'œuvre de René Guénon ainsi qu'à l'ésotérisme chrétien.
Par ailleurs, un livre-revue intitulé La Nature et le sacré est paru aux Éditions Dervy en 2007. Il comporte, outre un important dossier consacré à la perception symbolique des catastrophes naturelles au regard des différentes Traditions spirituelles, des textes sur René Guénon, René Alleau et Henry Montaigu.

## Équipe éditoriale
- Rédacteur en chef fondateur : Jean-Marie Beaume
- Directeur de la rédaction : Olivier Gissey
- Secrétaire de la rédaction, iconographe : Jean Gouliard
- Conseil de rédaction : Frédérick Tristan, Philippe Barthelet, Jean Biès, Nicolas Givry, Luc de Goustine, René Haudoix, Frère Irénée (o.s.b.), Jean-Michel Latour, Michel Michel, Jérôme Rousse-Lacordaire (o.p.), Gérard de Sorval, Anne Van Dyck
- Directeur de la publication : Christian Mariais

## Principaux collaborateurs
- Xavier Accart
- Luc-Olivier d’Algange
- René Alleau
- Philippe Barthelet
- Khaled Bentounès
- Jean Biès
- Catherine Chalier
- Christian Charrière
- Roland Edighoffer
- Luc de Goustine
- Jean-Marie Pierret
- Jérôme Rousse-Lacordaire
- Frédérick Tristan
- Éric Vinson
- Thierry Zarcone